# Granville R-1 „Gee Bee”
Granville R-1 „Gee Bee” – amerykański samolot wyścigowy, o charakterystycznym kształcie kadłuba, w 1932 roku na tym samolocie pobito rekord prędkości.

## Historia
Samoloty typu „Gee Bee” wytwórni Granville Brothers Aircraft były budowane w ilościach kilku egzemplarzy w latach trzydziestych XX wieku. Maszyna Granville R-1 „Gee Bee” pilotowana przez pilota Jimiego Doolittle w 1932 roku pobiła ówczesny rekord prędkości osiągając prędkość 473,8 km/h. Na modelu tym zdobyto w 1932 roku „Puchar Thompsona” i zwyciężono w 1933 roku w „Pucharze Bendixa”. Niebezpieczny w pilotażu samolot spowodował wiele wypadków.

## Opis konstrukcji
Jednoosobowa, zakryta kabina pilota umieszczona była w tylnej części kadłuba o niespotykanych w innych konstrukcjach proporcjach. Kratownicowy kadłub stanowił spawany ze stalowych rur szkielet pokrytego płótnem, usztywnionego cięgnami w metalowego dolnopłatu. Dwudźwigarowe skrzydła również pokryte były płótnem, zaś wolnonośne powierzchnie sterowe, szczątkowy statecznik pionowy i stałe, dwukołowe, osłonięte owiewkami podwozie z tylnym kółkiem dopełniały konstrukcję. Na skutek krótkiego kadłuba, braku klap do lądowania i dużego obciążenia powierzchni nośnych, i posiadania małego wydłużenia płata samolot był bardzo trudny w pilotażu (znikoma stateczność samolotu). Mimo to samolot był wzorem dla innych konstrukcji wyścigowych.

## Dane techniczne
Napędzany 9 cylindrowym silnikiem gwiaździstym firmy Pratt & Whitney „Wasp Senior”, samolot miał rozpiętość skrzydeł 7,6 m, długość 5,4 m i wysokość 2,77 m. Powierzchnia nośna wynosiła 7,2 m². W czasie 45 minutowego lotu maszyna mogła przy prędkości 470 km/h osiągnąć pułap 1500 m, zaś jej masa w locie wynosiła 1396 kg.

## W kulturze masowej
Film Człowiek rakieta otwiera scena lotu testowego na samolocie „Gee Bee”. Inny egzemplarz pojawia się również na końcu obrazu.